# دندان‌ها (فیلم)
دندان‌ها (به انگلیسی: Teeth) یک فیلم سینمایی در سبک کمدی سیاه و ترسناک به نویسندگی و کارگردانی میچل لیختن‌استاین، محصول ۲۰۰۷ آمریکا است. در این فیلم شخصیت اصلی داستان که دختری نوجوان است متوجه می‌شود که در واژن خود دندان دارد.

## خلاصه داستان
دان دختر نوجوانی است که ابتدا عضو فعال یک گروه پاکدامنی است که اعضای آن آمیزش جنسی پیش از ازدواج را گناه می‌دانند. اما در ادامه فیلم وی قربانی تجاوز جنسی می‌شود؛ در خلال تجاوز، آلت تناسلی مرد جوان قطع می‌شود و وی در اثر خونریزی شدید می‌میرد. دان وحشت‌زده برای بررسی این پدیده عجیب به دکتر متخصص مراجعه می‌کند که در حین معاینه …

## افسانه عامیانه
واژنِ دندان‌دار یا دندانه‌ای (Vagina Dentata) واژه‌ای یونانی است. این افسانه عامیانه از فرهنگ‌های گوناگون ریشه گرفته‌است و افسانه‌ای هشداردهنده و از نمادهایِ کلاسیک هراس مردانه از اختگی هنگام آمیزش جنسی با زنان است.
علاوه براین، در این متن‌های افسانه‌ای به شباهت میان دهان و واژن نیز پرداخته شده‌است. چونان که امروزه آمیزش جنسی دهانی هراسی ناخودآگاه دربردارد، زیرا با احتمال خطر اخته شدن همراه است.
این افسانه روایت‌های گوناگونی دارد اما در این فیلم رویکرد تازه‌ای از تَن هراسیِ اروتیک به آن شده‌است و رویکرد بسیار مرد مدارانهٔ افسانه را به رویکردی بسیار زن‌مدارانه تبدیل کرده‌است، تا جایی که برخی آن را مردستیز دانسته‌اند.
میچل لیکتنستاین در مصاحبه‌ای گفته‌است که «برخلاف افسانه واژنِ دندان‌دار که قهرمان آن یک مرد است، در اقتباس خود شخصیت زن را به قهرمان بدل کرده‌است تا مغلوب مردها نشود و قدرت برتر خود را حفظ کند.» همچنین گفته‌است «گاهی اظهارنظرهایی از این دست دریافت کرده‌ام که گویی با ساختن این فیلم به جنسیت خود نارو زده‌ام. اما فکر نمی‌کنم مردها برای حفظ موقعیت خود در جامعه نیازی به کمک داشته باشند و به نظر می‌رسد از این بابت در امنیت به سر می‌برند، پس جای هیچ نگرانی نیست.»
نقد دیگری که بر فیلم وجود دارد این است که پسری که قصد تجاوز به دان را ندارد نیز قربانی می‌شود.
این فیلم بیشتر در رده فیلم‌های سرگرم‌کننده قرار می‌گیرد تا فیلم‌های جنسیتگرایانه یا نمادگرایانه فلسفی.

## جایزه‌ها
- نامزد جایزهٔ بهترین فیلم داستانی در جشنواره ساندنس سال ۲۰۰۷[۱]
- جایزهٔ ویژهٔ هیئت داوران در جشنواره ساندنس سال ۲۰۰۷ برای جس ویکسلر، بازیگر نقش اصلی (دان) برای بازی شگفت انگیزش.[۱]